# Tödliche Parties
Tödliche Parties (Originaltitel: Murder in Three Acts) ist ein US-amerikanischer Fernsehfilm nach dem Kriminalroman „Nikotin“ (1934) von Agatha Christie. Es ist der fünfte Film der Reihe, in der Peter Ustinov die Rolle des „Hercule Poirot“ verkörperte, den er bis dahin bereits in Tod auf dem Nil (1978), Das Böse unter der Sonne (1982), Mord à la Carte (1985) und Mord mit verteilten Rollen (1986) spielte und welche mit Rendezvous mit einer Leiche (1988) ihren Abschluss fand.

## Handlung
Statt seine Memoiren schreiben zu können, wird der belgische Meisterdetektiv Hercule Poirot mit einem neuen Fall konfrontiert, der ihn nach Acapulco verschlägt, wo er eine dubiose Giftmordserie aufklären muss.

## Besetzung und Synchronisation
| Rolle                   | Darsteller              | Synchronsprecher |
| ----------------------- | ----------------------- | ---------------- |
| Hercule Poirot          | Peter Ustinov           | Wolfgang Völz    |
| Charles Cartwright      | Tony Curtis             | Lothar Blumhagen |
| Jennifer Eastman, „Egg“ | Emma Samms              | Katja Nottke     |
| Arthur Hastings         | Jonathan Cecil          | Dieter Ranspach  |
| Ricardo Montoya         | Fernando Allende        | Torsten Sense    |
| Col. Mateo              | Pedro Armendáriz junior | Jürgen Kluckert  |
| Dr. Wallace Strange     | Dana Elcar              | Gerd Duwner      |
| Daisy Eastman           | Marian Mercer           | Inken Sommer     |
| Angela Stafford         | Diana Muldaur           | Bettina Schön    |
| Freddie Dayton          | Nicholas Pryor          | Ortwin Speer     |

## Kritiken
„Banale Verfilmung eines Kriminalstücks von Agatha Christie, fürs Fernsehen als dahinplätscherndes Konversationsstück inszeniert.“